# Strophurus
Strophurus is een geslacht van hagedissen die behoren tot de gekko's en de familie Diplodactylidae.

## Naam en indeling
De wetenschappelijke naam van de groep werd voor het eerst voorgesteld door Leopold Fitzinger in 1843. Er zijn 20 soorten, inclusief de pas in 2017 beschreven soort Strophurus trux. De hagedissen werden eerder aan andere geslachten toegekend, zoals Diplodactylus, Oedurella en Phyllodactylus.
De geslachtsnaam Strophurus betekent vrij vertaald 'draaistaart' en slaat op het vermogen om een kleverige smerig ruikende substantie uit klieren aan de staartbasis naar een belager te spuiten.

## Verspreiding en habitat
De hagedissen komen endemisch voor in delen van Australië en leven in de staten New South Wales, Noordelijk Territorium, Queensland, Victoria, West-Australië, Zuid-Australië. De habitat bestaat uit droge tropische en subtropische bossen en graslanden, verschillende typen scrublands, droge savannen, rotsige omgevingen en hete woestijnen.

## Beschermingsstatus
Door de internationale natuurbeschermingsorganisatie IUCN is aan negentien soorten een beschermingsstatus toegewezen. Zeventien soorten worden beschouwd als 'veilig' (Least Concern of LC), een soort als 'onzeker' (Data Deficient of DD) en een soort als 'kwetsbaar' (Vulnerable of VU).

## Soorten
Het geslacht omvat de volgende soorten, met de auteur, het verspreidingsgebied en de beschermingsstatus.
| Naam                    | Auteur                         | Verspreidingsgebied                                                                             | Beschermingsstatus |
| ----------------------- | ------------------------------ | ----------------------------------------------------------------------------------------------- | ------------------ |
| Strophurus assimilis    | Storr, 1988                    | Australië (West-Australië)                                                                      |                    |
| Strophurus ciliaris     | Boulenger, 1885                | Australië (New South Wales, Noordelijk Territorium, Queensland, West-Australië, Zuid-Australië) |                    |
| Strophurus congoo       | Vanderduys, 2016               | Australië (Queensland)                                                                          |                    |
| Strophurus elderi       | Stirling & Zietz, 1893         | Australië (New South Wales, Noordelijk Territorium, Queensland, West-Australië, Zuid-Australië) |                    |
| Strophurus horneri      | Oliver & Parkin, 2014          | Australië (Noordelijk Territorium)                                                              |                    |
| Strophurus intermedius  | Ogilby, 1892                   | Australië (New South Wales, Victoria, West-Australië, Zuid-Australië)                           |                    |
| Strophurus jeanae       | Storr, 1988                    | Australië (Noordelijk Territorium, West-Australië)                                              |                    |
| Strophurus krisalys     | Sadlier, O'Meally & Shea, 2005 | Australië (Queensland)                                                                          |                    |
| Strophurus mcmillani    | Storr, 1978                    | Australië (Noordelijk Territorium, West-Australië)                                              |                    |
| Strophurus michaelseni  | Werner, 1910                   | Australië (West-Australië)                                                                      |                    |
| Strophurus rankini      | Storr, 1979                    | Australië (West-Australië)                                                                      |                    |
| Strophurus robinsoni    | Smith, 1995                    | Australië (Noordelijk Territorium, West-Australië)                                              |                    |
| Strophurus spinigerus   | Gray, 1842                     | Australië (West-Australië)                                                                      |                    |
| Strophurus strophurus   | Duméril & Bibron, 1836         | Australië (West-Australië)                                                                      |                    |
| Strophurus taeniatus    | Lönnberg & Andersson, 1913     | Australië (Noordelijk Territorium, Queensland, West-Australië)                                  |                    |
| Strophurus taenicauda   | De Vis, 1886                   | Australië (Queensland)                                                                          |                    |
| Strophurus trux         | Vanderduys, 2017               | Australië (Queensland)                                                                          | Niet geevalueerd   |
| Strophurus wellingtonae | Storr, 1988                    | Australië (West-Australië)                                                                      |                    |
| Strophurus williamsi    | Kluge, 1963                    | Australië (New South Wales, Queensland, Victoria, Zuid-Australië)                               |                    |
| Strophurus wilsoni      | Storr, 1983                    | Australië (West-Australië)                                                                      |                    |